# Clinton (Nebraska)
Clinton è un comune degli Stati Uniti d'America, situato nello Stato del Nebraska, nella contea di Sheridan.